# Commissario europeo per la tutela dei consumatori
Il Commissario europeo per la tutela dei consumatori è un membro della Commissione europea. Attualmente l'incarico è affidato all'irlandese Michael McGrath.

## Storia
Il primo commissario a ricoprire tale incarico è la bulgara Meglena Kuneva, a partire dal 1º gennaio 2007. Prima che la Bulgaria e la Romania entrassero nell'Unione Europea, un solo commissario era in carica della Direzione Generale Salute e Tutela dei Consumatori. Ciò è accaduto anche dal 2010 al 2013, infatti i due incarichi sono stati "riunificati" con l'insediamento della nuova Commissione Barroso II. Dal 1º luglio 2013, invece, l'incarico è stato di nuovo separato ed affidato al croato Neven Mimica. Dal 2014 l'incarico è integrato nel portafoglio del Commissario europeo per la giustizia, i diritti fondamentali e la cittadinanza.

## Cronologia
| Commissario          | Nazionalità    | Commissione                                  | Durata             | Incarico                                                         |
| -------------------- | -------------- | -------------------------------------------- | ------------------ | ---------------------------------------------------------------- |
| Richard Burke        | Irlanda        | Commissione Jenkins                          | 1977 - 1981        | Generico (con delega ai consumatori)                             |
| Karl-Heinz Narjes    | Germania Ovest | Commissione Thorn                            | 1981 - 1985        | Generico (con delega ai consumatori)                             |
| Christiane Scrivener | Francia        | Commissione Delors II Commissione Delors III | 1989 - 1993 - 1995 | Generico (con delega ai consumatori)                             |
| Emma Bonino          | Italia         | Commissione Santer                           | 1995 - 1999        | Salute e tutela dei consumatori                                  |
| David Byrne          | Irlanda        | Commissione Prodi                            | 1999 - 2004        | Salute e tutela dei consumatori                                  |
| Markos Kyprianou     | Cipro          | Commissione Barroso I                        | 2004 - 2007        | Salute e tutela dei consumatori                                  |
| Meglena Kuneva       | Bulgaria       | Commissione Barroso I                        | 2007 - 2010        | Tutela dei consumatori                                           |
| John Dalli           | Malta          | Commissione Barroso II                       | 2010 - 2012        | Salute e politica dei consumatori                                |
| Tonio Borg           | Malta          | Commissione Barroso II                       | 2012 - 2013        | Salute e politica dei consumatori                                |
| Neven Mimica         | Croazia        | Commissione Barroso II                       | 2013 - 2014        | Tutela dei consumatori                                           |
| Věra Jourová         | Rep. Ceca      | Commissione Juncker                          | 2014 - 2019        | Tutela dei consumatori                                           |
| Didier Reynders      | Belgio         | Commissione von der Leyen I                  | 2019-2024          | Giustizia                                                        |
| Michael McGrath      | Irlanda        | Commissione von der Leyen II                 | 2024 - in carica   | Giustizia, democrazia, stato di diritto e tutela dei consumatori |